# Brigadier

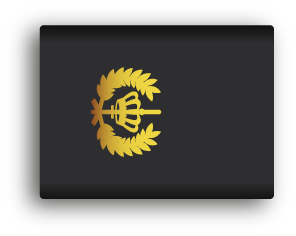
Rangonderscheidingsteken van een brigadier

Brigadier is een rang bij de Nederlandse politie, geklasseerd tussen hoofdagent en inspecteur.  Er is geen verschil in de opsporingsbevoegdheid van een agent met deze rang en de politiemedewerkers met de rang aspirant, surveillant, agent en hoofdagent, met uitzondering van de buitengewoon opsporingsambtenaar (boa).
Een brigadier kan werkzaam zijn bij verschillende onderdelen van de politie, bijvoorbeeld op een wijkteam of bij de recherche, en heeft meestal een coördinerende functie. Ook op de gemeenschappelijke meldkamers werken brigadiers, als "senior meldkamer". Die coördineert de noodhulpprocessen en vervult de rol van calamiteitencoördinator (CaCo). Deze rol komt in actie bij multi opschaling bij rampen en calamiteiten. In sommige regio's is een brigadier een Senior Project Agent (SPA) in een bepaald specialisme, zoals Jeugd, Openbare Orde en Veiligheid of Verkeer. Daarnaast zijn er brigadiers die als functie Senior Gebiedsgebonden Politiezorg hebben (Senior GGP). Deze brigadiers werken in de noodhulp. Deze brigadiers vervullen naast noodhulp vaak een coördinerende rol. Dit kan zijn als Operationeel Coördinator (OpCo) binnen een bureau, of tijdens het afhandelen van incidenten, waarbij de meldkamer hen kan herkennen aan een speciaal roepnummer.
Vroeger hadden veel brigadiers ook de functie van hulpofficier van justitie, maar tegenwoordig niet meer. Het is wettelijk vastgelegd dat de hulpofficier minimaal de rang inspecteur moet hebben.
Bij het Korps Politie Caribisch Nederland (Bonaire, Sint Eustatius en Saba) zit de rang brigadier geklasseerd tussen de agent en de hoofdagent in.